# هفده استان
هفده استان به ایالت‌های شاهنشاهی هابسبورگ هلند در قرن شانزده اطلاق می‌شد. این ایالت‌ها تقریباً کلیه فروبومان یا کشورهای سفلی، یعنی هلند، بلژیک، لوکزامبورگ و بیشتر بخشهای فرانسه نورد (فرانسه فلاندر و هانو) را تحت پوشش قرار می‌دادند. همچنین در این منطقه اقلیت‌های مذهبی نیمه مستقل، عمدتاً کلیسایی، مانند لیژ، کمبرائی و استاوتلوت-مالمدی وجود داشت.